# 카모프
카모프(러시아어: Камов)는 니콜라이 카모프가 1929년에 설립한 러시아의 회전익 항공기 제조 회사이다. 카모프는 소형 헬리콥터와 동축 반전 로터 설계에 특화되어 있는 항공기 제조 회사이다.
2006년 카모프는 밀, 로스트베르톨과 함께 오보론프롬에 합병되었다. 카모프 브랜드는 유지하되, 중복되는 생산 라인은 정리하기로 했다.

## 같이 보기
- 밀 헬리콥터
- 카모프 Ka-27